# スパルティヴェント岬沖海戦
イギリス側呼称スパルティヴェント岬沖海戦 (スパルティヴェントみさきおきかいせん、英語: Battle of Cape Spartivento) 、イタリア側呼称テウラダ岬沖海戦 (イタリア語: Battaglia di capo Teulada) は、第二次世界大戦中の地中海攻防戦において生起した海戦の一つ。1940年11月27日にイギリス海軍とイタリア王立海軍が地中海戦域で交戦した。
空母「アーク・ロイヤル」を擁するイギリス海軍のH部隊がイタリア海軍を撃退したともみられるが、決定的な勝敗は付かなかった。

## 背景
1940年11月11日のタラント空襲においてイギリス軍は、地中海艦隊に所属する空母「イラストリアス」の艦上攻撃機（雷撃機）ソードフィッシュにより、ターラント湾に停泊していたイタリア戦艦3隻を戦闘不能にした。
このタラント奇襲で、イタリア王立海軍保有戦艦6隻のうち健在艦は3隻に半減した。タラント湾に停泊するイタリア海軍主力艦隊の動きは開戦時から消極的ではあったものの、出撃しなくても地中海を行き来するイギリス軍にとって脅威となっており、またイタリアはそのことに満足していた（現存艦隊主義）。しかし、タラント空襲後、港にいても安全ではないことがわかり、生き残った艦隊を使用するようになった。
11月17日、戦艦2隻（ヴィットリオ・ヴェネト、ジュリオ・チェザーレ）を中心とするイタリア艦隊が、英領マルタへ航空機輸送中（ホワイト作戦）の空母「アーク・ロイヤル」、「アーガス」を中心とするイギリス艦隊の迎撃に出撃した。このクラブランに従事していたのは、ジブラルタルを拠点とするH部隊であった。イギリス艦隊はイタリア艦隊の接近を知り、艦載していたマルタへの輸送航空機を本来の予定地よりも遠くで発艦させ、すぐにジブラルタルへ引き返した。しかし、マルタ島へ向けて発進したハリケーン戦闘機とスクア爆撃機は、強風の影響や誘導の失敗などで14機中9機が失われた。
続いて地中海ではイギリス軍のMB9作戦が実行されようとしていた。この一部としてジブラルタルからマルタとエジプトへ向けてイギリス空軍の人員や物資を運ぶ船団が運航されることとなった（Operation Collar）。この作戦でジブラルタルから出撃するH部隊指揮官サマヴィル中将は、イタリア艦隊を誘い出す役目を担っていた。またドイツ海軍のポケット戦艦対策の一部として、地中海艦隊（司令長官カニンガム中将）から戦艦「ラミリーズ」など何隻かの艦艇がH部隊に派遣されている。

## 海戦前の動き
11月24日から25日の夜、サマヴィル中将が指揮するB部隊（巡洋戦艦レナウン、空母アーク・ロイヤル、巡洋艦2隻、駆逐艦9隻）、F部隊（巡洋艦2隻、駆逐艦1隻、コルベット4隻、輸送船3隻）がジブラルタル海峡を通過した。26日、マルタからD部隊（戦艦ラミリーズ、巡洋艦3隻、駆逐艦5隻）が出航し、ジブラルタルへ向かった。
11月26日、ジブラルタルからの船団攻撃のためイタリア艦隊がナポリから出撃した。戦艦「ヴィットリオ・ヴェネト」、「ジュリオ・チェザーレ」と重巡洋艦「ボルツァーノ」、「フィウメ」、「ゴリツィア」、「ポーラ」、「トリエステ」、「トレント」および駆逐艦多数を擁する強力な艦隊であった。11月27日から28日の夜、イタリア水雷艇「シリオ (Clio) 」がD部隊を発見した。「シリオ」は雷撃をおこなったが命中しなかった。

## 戦闘経過
11月27日午前10時40分、イタリア重巡洋艦「ボルツァーノ」の偵察機が、イギリス艦隊（戦艦1隻、巡洋艦2隻、駆逐艦4隻）を発見した。イタリア軍は、イギリスのH部隊とD部隊が合流する前に攻撃しようとした。一方、イタリア艦隊の存在を察知したH部隊は、艦隊を北へ向かわせてイタリア艦隊が輸送船団に接近する前に攻撃しようとした。両艦隊は接近し、27日11時45分にイギリス軍は、イタリア艦隊が80キロの距離にいて接近していることを察知した。この時点でD部隊はまだアレキサンドリアから到着していなかったため、イギリス軍は数で劣っていたが、15分後にはD部隊も現れ、両軍はほぼ互角となった。イギリス側のH部隊には空母「アーク・ロイヤル」が配備されていたものの、砲撃における射程と火力、各艦の最高速力、輸送作戦のため陸兵を乗せている点、さらに基地航空隊の支援を受けられるという点でイタリアのほうが勝っていた。しかしイタリア艦隊の指揮官は非常に有利な状況以外では戦闘は避けるように命じられており、イタリア側には非常に大きな制約があった。
サマヴィル提督は部隊を二つに分けた。ランスロット・ホーランド少将指揮の巡洋艦5隻を先陣にし、戦艦「ラミリーズ」、巡洋戦艦「レナウン」と駆逐艦7隻が第2陣として南に位置した。さらに南では空母「アーク・ロイヤル」がソードフィッシュ雷撃機の発艦準備を行っていた。「アーク・ロイヤル」はイギリス側の切り札であったが、パイロットは未熟であった。対するイタリア軍は3つの部隊に分かれていた。2つの部隊は重巡洋艦6隻と駆逐艦7隻からなり、その後方に位置する3つ目の部隊は戦艦「ヴィットリオ・ヴェネト」、「ジュリオ・チェザーレ」と駆逐艦7隻からなっていた。
H部隊とD部隊はすでに合流していると判断したイタリア艦隊指揮官（カンピオーニ提督）は、互角の戦力をもつH部隊との勝負を避け、上級司令部の命令どおり撤退を決断した。12時7分に戦闘に入らないよう命じたが、すでに巡洋艦はイギリス艦隊のほうに向かっており両者は戦闘に突入した。
12時22分、両軍の巡洋艦部隊の先頭は射程に入り、イタリア重巡洋艦「フィウメ」は距離23,500メートルで砲撃を開始した。両軍は接近し砲戦が続いたが、イタリア側のほうが優勢であった。戦艦「ラミリーズ」は、その砲撃力で両軍の戦力を互角にしていたが、低速のため数斉射の後12時26分には戦闘から落伍した。その時点でややイタリア側が優勢になったのだが、4分後にはイタリア巡洋艦部隊の指揮官アンジェロ・イアキーノ中将は戦闘を打ち切るように命令された。そのためイアキーノ中将は速度を30ノットに上げるよう命じ、煙幕を張って退却を始めた。この間、イタリア駆逐艦「ランチエーレ」はイギリス軽巡洋艦「マンチェスター」から命中弾を受けた。イギリス側も重巡洋艦「ベリック」が12時22分に命中弾を受けて乗員9名が戦死し、12時35分にも2発目が命中した。
次の数分間は、イギリス巡洋戦艦「レナウン」がイタリア巡洋艦部隊に接近しイギリス軍優勢となった。しかし、13時00分にはイタリア戦艦「ヴィットリオ・ヴェネト」が距離26,500メートルで砲撃を始めた。「ヴィットリオ・ヴェネト」は7斉射19発を砲撃し、今度はイギリス巡洋艦隊の旗色が悪くなった。その直後に両軍は撤退し、戦闘は終結した。この戦闘は54分間続いたという。両軍の損害は、イギリス側が重巡洋艦「ベリック」損傷、イタリア側が重巡洋艦「フィウメ」に不発弾1および駆逐艦「ランチエーレ」中破であった。

攻撃を受ける英空母「アーク・ロイヤル」

H部隊によるイタリア艦隊撃滅という希望は、セドリック・ホーランド艦長が指揮する英空母「アーク・ロイヤル」に託された。艦上攻撃機でイタリア戦艦を攻撃し、速力を落とさせて捕捉しようとしたのである。
まず「アークロイヤル」第一次攻撃隊（ソードフィッシュ11機）がイタリア戦艦2隻を雷撃したが、全て回避された。だがパイロットが「イタリア戦艦1隻に魚雷1本が命中した」と報告し、さらに「イタリア巡洋艦1隻（ボルツァーノ）が損害を受けて停船中」との報告が入ったので、英空母から第二次攻撃隊が発進する。雷撃機はイタリア戦艦にむかい、艦上爆撃機スクア7機はイタリア巡洋艦部隊に向かう。だがイタリア戦艦部隊はサルデーニャ島南端のスパルティベント岬に接近しており、すでにイタリア空軍の掩護下にあった。「追いつけないようなら飛行隊長の判断で攻撃目標を変更してよい」との許可を得ていたソードフィッシュ雷撃隊は、イタリア巡洋艦部隊を攻撃する。しかし命中した魚雷はなく、対空砲火でソードフィッシュ2機が損傷した。スクア爆撃隊は重巡洋艦「トレント」を爆撃したが、至近弾のみで損害を与えられなかった。
イタリア軍もやられっぱなしではなく、基地航空部隊の爆撃機がH部隊に空襲を敢行し、離脱するイタリア艦隊を掩護する。艦上戦闘機フルマーと艦爆スクアが邀撃してイタリア爆撃機 4機を撃墜したが、「アーク・ロイヤル」に対する水平爆撃を阻止できなかった。だが、「アーク・ロイヤル」に命中した爆弾は1発もなかった。

## その後
本海戦はイギリス側とイタリア側の双方が主力艦を擁しながら、結着がつかないまま終わった。イギリス輸送船団は無事に目的地につき、H部隊はジブラルタルに帰投した。
イタリア側は宣伝戦のため各国の外国人記者を軍港に招き、イタリア主力艦隊の健在をアピールした。
本海戦で巡洋艦部隊を指揮していたランスロット・ホランド提督は勇猛果敢な行動で名を挙げたが、H部隊を指揮するジェームズ・サマヴィル提督には芳しくない結果となった。イギリス首相ウィンストン・チャーチル卿は「サマヴィル提督には攻撃精神に欠ける」と非難し、その意を受けた海軍本部のダドリー・パウンド大将は査問委員会の開催を決定する。だが1941年2月にH部隊がグロッグ作戦を敢行し、イタリア本土ジェノヴァ攻撃で大戦果をあげたので不問になった。

## 参加艦艇

### イタリア海軍
- アンジェロ・イアキーノ提督
  - 重巡洋艦6隻: ボルツァーノ、フィウメ、ゴリツィア、ポーラ、トリエステ、トレント
  - 駆逐艦7隻: アスカリ、カラビニエーレ、ランチエーレ（中破）、アルフレード・オリアーニ、ヴィットリオ・アルフィエーリ、ジョスエ・カルドゥッチ、ヴィンセンツォ・ジョベルティ
- イニーゴ・カンピオーニ提督
  - 戦艦2隻: ヴィットリオ・ヴェネト、ジュリオ・チェザーレ
  - 駆逐艦7隻: アルピーノ、ベルサリエーレ、フチリエーレ、グラナティエーレ、ダルド、フレッチア、ストラーレ

### イギリス海軍
- ランスロット・ホーランド提督
  - 重巡洋艦1隻: ベリック（小破）
  - 軽巡洋艦4隻: マンチェスター、ニューカッスル、シェフィールド、サウサンプトン
- ジェームズ・サマヴィル提督
  - 戦艦1隻: ラミリーズ
  - 巡洋戦艦1隻: レナウン（H部隊／サマヴィル提督旗艦）
  - 駆逐艦9隻: エンカウンター、フォークナー、ファイアドレイク、フォレスター、ギャラント、グレイハウンド、グリフィン、ヘレワード
- イタリア艦隊と直接砲火を交えなかった艦
  - 航空母艦1隻: アーク・ロイヤル (水上戦闘には参加せず、艦上機による空襲を敢行) (戦闘機12機、爆撃機12機、攻撃機40機それぞれ艦載。)
  - 駆逐艦2隻: ジャガー、ケルヴィン
- 輸送船団を護衛
  - 防空巡洋艦1隻: コヴェントリー
  - 軽巡洋艦1隻: デスパッチ
  - 駆逐艦3隻: ダンカン、ホットスパー、ウィシャート
  - コルベット4隻: ペオニー、サルヴィア、グロキシニア、ヒアシンス
  - 輸送船4隻